# Dawid Jackiewicz
Dawid Bohdan Jackiewicz, né le 18 mars 1973 à Wrocław, est un homme politique polonais membre de Droit et justice (PiS).

## Biographie
Membre du Mouvement pour la reconstruction de la Pologne (ROP), il se présente sans succès aux élections législatives du 21 septembre 1997. Il devient ensuite le principal collaborateur parlementaire de Jan Olszewski, député et président du ROP.
Il décide de rejoindre PiS en 2001 et est à nouveau candidat à un mandat de député, au cours des élections législatives du 23 septembre, essuyant un nouvel échec. En 2002, il est candidat aux élections municipales et directeur de campagne de Rafał Dutkiewicz pour la mairie de Wrocław. À l'issue de l'élection, il remporte un siège au conseil municipal. Dutkiewicz le nomme en 2003 adjoint au maire, chargé de l'Architecture, des Travaux publics, de l'Aménagement du territoire, de la Protection de l'environnement, de l'Agriculture et du Patrimoine.
Il postule à nouveau aux élections législatives du 25 septembre 2005, dans la circonscription de Wrocław. Il y obtient 12 362 votes préférentiels, ce qui assure son élection à la Diète. Il est alors désigné vice-président de la commission des Collectivités territoriales et de la Politique régionale. Le 13 septembre 2007, il est choisi comme secrétaire d'État du ministère du Trésor d'État.
À l'occasion des élections législatives anticipées du 21 octobre suivant, il engrange 14 653 suffrages de préférence et conserve son mandat de parlementaire. Au cours de ce deuxième mandat, il prend le poste de vice-président de la commission du Trésor d'État.
Ayant échoué en 2010 à se faire élire maire de Wrocław avec seulement 9,99 % des voix au premier tour, il est réélu à la Diète aux élections législatives du 9 octobre 2011, avec un total de 26 648 voix préférentielles, ce qui constitue le meilleur résultat de la circonscription. Environ deux ans et demi plus tard, il est investi candidat aux élections européennes du 25 mai 2014 dans la circonscription de Basse-Silésie Opole, où il engrange 79 942 votes préférentiels, le deuxième score après le ministre de la Culture Bogdan Zdrojewski. Élu au Parlement européen, il rejoint le groupe des Conservateurs et réformistes européens (ECR) et la commission de l'Industrie, de la Recherche et de l'Énergie.
Le 16 novembre 2015, Dawid Jackiewicz est nommé ministre du Trésor d'État dans le gouvernement de la conservatrice Beata Szydło. Il abandonne alors son mandat de député européen. Il est relevé de ses fonctions ministérielles le 15 septembre 2016 et remplacé six jours plus tard par Henryk Kowalczyk.